# 塞奇纳罗
塞奇纳罗（義大利語：Secinaro），是意大利阿奎拉省的一个市镇。总面积31.95平方公里，人口414人，人口密度13.0人/平方公里（2009年）。ISTAT代码为066097。